# Монгкол Онпракхонгчит, Михаил
Михаил Монгкол Онпракхонгчит (5.05.1905 г., Бангкок, Таиланд — 23.01.1958 г., Таиланд) — католический прелат, апостольский викарий Тхари с 7 мая 1953 года по 23 января 1958 год.

## Биография
Михаил Монгкол Онпракхонгчит родился 5 мая 1905 года в Бангкоке, Таиланд. 23 декабря 1933 года был рукоположён в священника.
7 мая 1953 года Римский папа Пий XII назначил Михаила Монгкола Онпракхонгчита апостольским викарием Тхари и титулярным епископом Блаундуса. 10 августа 1953 года состоялось рукоположение Михаила Монгкола Онпракхонгчита в епископа, которое совершил апостольский делегат Индокитая архиепископ Джон Джелет Дули в сослужении с апостольским викарием Убона епископом Клодом-Филиппом Байе и апостольским викарием Бангкока епископом Луи-Огюстом Шореном.
Скончался 23 января 1958 года..